# Отто, Адольф
Адо́льф О́тто (нем. Adolph Otto) — печатник из Гюстрова в Мекленбург-Шверине, который изготовил первые почтовые марки Трансвааля 1870 года. Известен также как фальсификатор почтовых марок.

## Фальсификация марок
В более поздние годы жизни Отто печатал дополнительные почтовые марки с оригинальных печатных пластин для продажи филателистическим дилерам для собственной выгоды. Он также ставил фальшивые почтовые штемпели на марки и без разрешения изготовил новые печатные пластины для того, чтобы печатать дополнительные марки для собственной выгоды.
Такая его деятельность прекратилась только после того, как в 1882 году его посетил служащий правительства Трансвааля и у него были изъяты печатные пластины и марки. Подделанные марки продавались через гамбургского дилера Юлиуса Гольднера.